# Dekanat zamojski
Dekanat zamojski  – dekanat diecezji warszawskiej Kościoła Polskokatolickiego w RP, obejmujący swoim zasięgiem część obszaru województwa lubelskiego i niewielki fragment województwa podkarpackiego. Siedziba dekanatu znajduje się w Majdanie Nepryskim.

## Parafie dekanatu zamojskiego
- parafia Matki Boskiej Nieustającej Pomocy i św. Józefa w Długim Kącie, proboszcz: ks. dziek. dr Mieczysław Piątek
- parafia Zmartwychwstania Pańskiego w Horodle, proboszcz: ks. mgr Janusz Kucharski
- parafia Świętych Apostołów Piotra i Pawła w Lipie, proboszcz: ks. mgr Waldemar Mroczkowski
- parafia Podwyższenia Krzyża Świętego w Majdanie Nepryskim, proboszcz: ks. dziek. dr Mieczysław Piątek
- parafia św. Józefa w Tarnogórze, p.o. proboszcz: ks. mgr Krzysztof Fudala
- parafia Serca Jezusowego w Zamościu, proboszcz: ks. mgr Kamil Wołyński